# Escrime aux Jeux olympiques d'été de 1984
Navigation
Moscou 1980 Séoul 1988
Cette page présente les résultats des compétitions d'escrime aux Jeux olympiques d'été de 1984.
8 épreuves ont eu lieu.
- six chez les hommes (trois individuelles et trois par équipes)
- deux chez les femmes (fleuret individuel et par équipes)

## Résultats

### Podiums masculins
| Épreuves                                | Or                                                                                             | Argent                                                                                          | Bronze                                                                            |
| --------------------------------------- | ---------------------------------------------------------------------------------------------- | ----------------------------------------------------------------------------------------------- | --------------------------------------------------------------------------------- |
| Épée individuelle résultats détaillés   | Philippe Boisse (FRA)                                                                          | Björne Väggö (SWE)                                                                              | Philippe Riboud (FRA)                                                             |
| Épée par équipes résultats détaillés    | Allemagne de l'Ouest Elmar Borrmann Volker Fischer Gerhard Heer Rafael Nickel Alexander Pusch  | France Philippe Boisse Jean-Michel Henry Olivier Lenglet Philippe Riboud Michel Salesse         | Italie Stefano Bellone Sandro Cuomo Cosimo Ferro Roberto Manzi Angelo Mazzoni     |
| Fleuret individuel résultats détaillés  | Mauro Numa (ITA)                                                                               | Matthias Behr (RFA)                                                                             | Stefano Cerioni (ITA)                                                             |
| Fleuret par équipes résultats détaillés | Italie Mauro Numa Andrea Borella Stefano Cerioni Angelo Scuri Andrea Cipressa                  | Allemagne de l'Ouest Matthias Behr Matthias Gey Harald Hein Frank Beck Klaus Reichert           | France Philippe Omnès Patrick Groc Frédéric Pietruszka Pascal Jolyot Marc Cerboni |
| Sabre individuel résultats détaillés    | Jean-François Lamour (FRA)                                                                     | Marco Marin (ITA)                                                                               | Peter Westbrook (USA)                                                             |
| Sabre par équipes résultats détaillés   | Italie Marco Marin Gianfranco Dalla Barba Giovanni Scalzo Ferdinando Meglio Angelo Arcidiacono | France Jean-François Lamour Pierre Guichot Hervé Granger-Veyron Philippe Delrieu Franck Ducheix | Roumanie Marin Mustață Ioan Pop Alexandru Chiculiță Cornel Marin Vilmoș Szabo     |

### Podiums féminins
| Épreuves                                | Or | Argent                                                                                             | Bronze |
| --------------------------------------- | --- | -------------------------------------------------------------------------------------------------- | --- |
| Fleuret individuel résultats détaillés  | Luan Jujie (CHN)                                                                                             | Cornelia Hanisch (RFA)                                                                             | Dorina Vaccaroni (ITA)                                                                                    |
| Fleuret par équipes résultats détaillés | Allemagne de l'Ouest Ute Kircheis-Wessel Christiane Weber Cornelia Hanisch Sabine Bischoff Zita Funkenhauser | Roumanie Aurora Dan Monika Weber-Koszto Rozalia Oros Marcela Moldovan-Zsak Elisabeta Guzganu-Tufan | France Laurence Modaine Pascale Trinquet-Hachin Brigitte Latrille-Gaudin Véronique Brouquier Anne Meygret |

## Tableau des médailles
| Rang  | Nation               | Or | Argent | Bronze | Total |
| ----- | -------------------- | -- | ------ | ------ | ----- |
| 1     | Italie               | 3  | 1      | 3      | 7     |
| 2     | Allemagne de l'Ouest | 2  | 3      | 0      | 5     |
| 3     | France               | 2  | 2      | 3      | 7     |
| 4     | Chine                | 1  | 0      | 0      | 1     |
| 5     | Roumanie             | 0  | 1      | 1      | 2     |
| 6     | Suède                | 0  | 1      | 0      | 1     |
| 7     | États-Unis           | 0  | 0      | 1      | 1     |
| Total | Total                | 8  | 8      | 8      | 24    |